# リチャード・フラナガン
リチャード・フラナガン（Richard Flanagan、1961年 - ）は、オーストラリアの小説家。長編小説「グールド魚類画帖」で世界的な評価を受けている。環境問題や難民の現状についてのジャーナリズムの観点から発言もしている。

## 略歴
タスマニア州ロングフォード出身。先祖は1840年代後半のジャガイモ飢饉で罪を犯しアイルランドから流刑となった囚人の家系。16歳で高校を中退し、測量などの山岳労働に従事しながらリバーガイドを兼任。その後、タスマニア大学で文学士（第一等）、ローズ奨学生としてオックスフォード大学ウスター・カレッジへ進学し文学修士の学位を取得。スロベニア出身のメィダ夫人との間に3女。
1994年に出版した処女作『Death of a River Guide』で南オーストラリア州文芸祭文学賞、ヴィクトリアン・プレミア文学賞、シェーファー・ペン文学賞、ナショナル・フィクション賞など、オーストラリアの主要文学賞を受賞。2014年、『奥のほそ道』The Narrow Road to the Deep Northでブッカー賞受賞。

## 主な作品
「グールド魚類画帖」は彼にとって3作品目にあたる。実在する画家であり囚人のウィリアム・ビューロー・グールドが描いた、美しくもユーモラスな魚の絵が表紙に掲げられている。各章ごとにやはり同じく彼による魚類の絵が提示され、主人公に擬せられたグールドが、過酷な囚人生活の中でなぜその絵を描いたのかを通じて、この小説そのものの虚構的な構成が明らかにされていく。原書では章ごとに設定に応じた様々な色で本文が印刷されていたが（血の色を表現した赤など全6色）、日本語版では予算の都合から再現されていない。
本作の英連邦作家賞受賞（2002年度）によって、リチャード・フラナガンは一躍世界的な作家になった。
- Death of a River Guide （1994年）
- The Sound of One Hand Clapping （1997年）
- 『グールド魚類画帖：十二の魚をめぐる小説』Gould's Book of Fish: A Novel in Twelve Fish （2001年）
  - 渡辺佐智江訳、白水社、2005年
- 『姿なきテロリスト』The Unknown Terrorist （2006年）
  - 渡辺佐智江訳、白水社、2009年
- Wanting （2008年）
- 『奥のほそ道』The Narrow Road to the Deep North （2013年）
  - 渡辺佐智江訳、白水社、2018年
- 『第七問』Question 7 （2023年）
  - 渡辺佐智江訳、白水社、2025年